# Tortured Existence
Tortured Existence è il primo album in studio del gruppo musicale thrash/death metal statunitense Demolition Hammer, è stato pubblicato nel 1990 dall'etichetta discografica Century Media Records.
Per la traccia Infectious Hospital Waste è stato realizzato un videoclip.

## Il disco
Dopo i demo Skull Fracturing Nightmare e Necrology, datati rispettivamente 1988 e 1989, la band viene messa sotto contratto dalla Century Media e, viene pubblicato l'album di debutto.

## Tracce
Testi a cura di Reynolds/Reilly, eccetto Paracidal Epitaph (Reynolds), musiche dei Demolition Hammer.
1. .44 Caliber Brain Surgery – 4:26
2. Neanderthal – 5:01
3. Gelid Remains – 5:24
4. Crippling Velocity – 5:34
5. Infectious Hospital Waste – 5:00
6. Hydrophobia – 3:07
7. Paracidal Epitaph – 5:26
8. Mercenary Aggression – 3:28
9. Cataclysm – 5:56 – all'uscita, presente solo nella versione in CD

Bonus Track della versione ri-masterizzata in CD
1. Hydrophobia (Live)
2. Infectious Hospital Waste (Live)
3. .44 Caliber Brain Surgery (Live)
4. Neanderthal (Live)
5. Crippling Velocity (Live)

## Formazione
- Steve Reynolds - voce e basso
- James Reilly - chitarra, voce addizionale
- Derek Sykes - chitarra, voce addizionale
- Vinny Daze - batteria, voce addizionale